# Gross-Lichterfelde

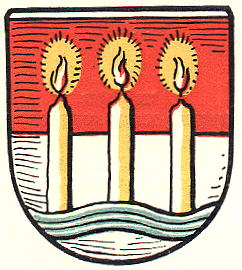
Stemma della comunità rurale di Groß-Lichterfelde

Groß-Lichterfelde (dal 1912 Berlin-Lichterfelde) è stato un comune indipendente a sud-ovest di Berlino dal 1877 al 1920 ed apparteneva al distretto amministrativo prussiano di Potsdam, Kreis di Teltow. Oggi forma il quartiere berlinese di Lichterfelde nel distretto di Steglitz-Zehlendorf. Verso la fine del XIX secolo, Groß-Lichterfelde era una delle comunità più prospere dell'Impero tedesco ed era considerata una delle nuove aree residenziali più eleganti della zona di Berlino.

## Storia
Groß-Lichterfelde era costituito dai villaggi storici di Lichterfelde e Giesensdorf, entrambi menzionati per la prima volta nel XIII secolo, e dalle due aree di ville Gründerzeit di Lichterfelde West e Lichterfelde Ost, costruite a partire dal 1860. Gli insediamenti di ville finanziati privatamente furono trasferiti con atto di donazione dal loro fondatore Johann Anton Wilhelm von Carstenn al Regno di Prussia, che in cambio si assunse determinati oneri per sempre. Con la rapida crescita demografica delle due località (1875: 946 abitanti, 1880: 4049, 1885: 5900), si rese necessaria una struttura amministrativa più efficiente, per cui si decise di fondare un comune unificato. Groß-Lichterfelde ricevette un proprio ufficio anagrafico nel 1874, con l'introduzione degli uffici anagrafici prussiani.
Con la costruzione della Anhalter Bahn, nel 1868 fu inaugurata la stazione di Lichterfelde (oggi: stazione Berlin-Lichterfelde Ost); che fu anche la destinazione del primo treno proveniente dalla Anhalter Bahnhof, inaugurata nel 1880.
Nel 1872 seguì la stazione di Lichterfelde (Potsdamer Bahn) – oggi: stazione di Berlino-Lichterfelde West – sulla linea principale per Potsdam e Magdeburgo, aperta nel 1846. Attualmente (dal 2016) la S-Bahn Berlin serve le stazioni con le sue linee S1 (Lichterfelde West) e S25 (Lichterfelde Ost).

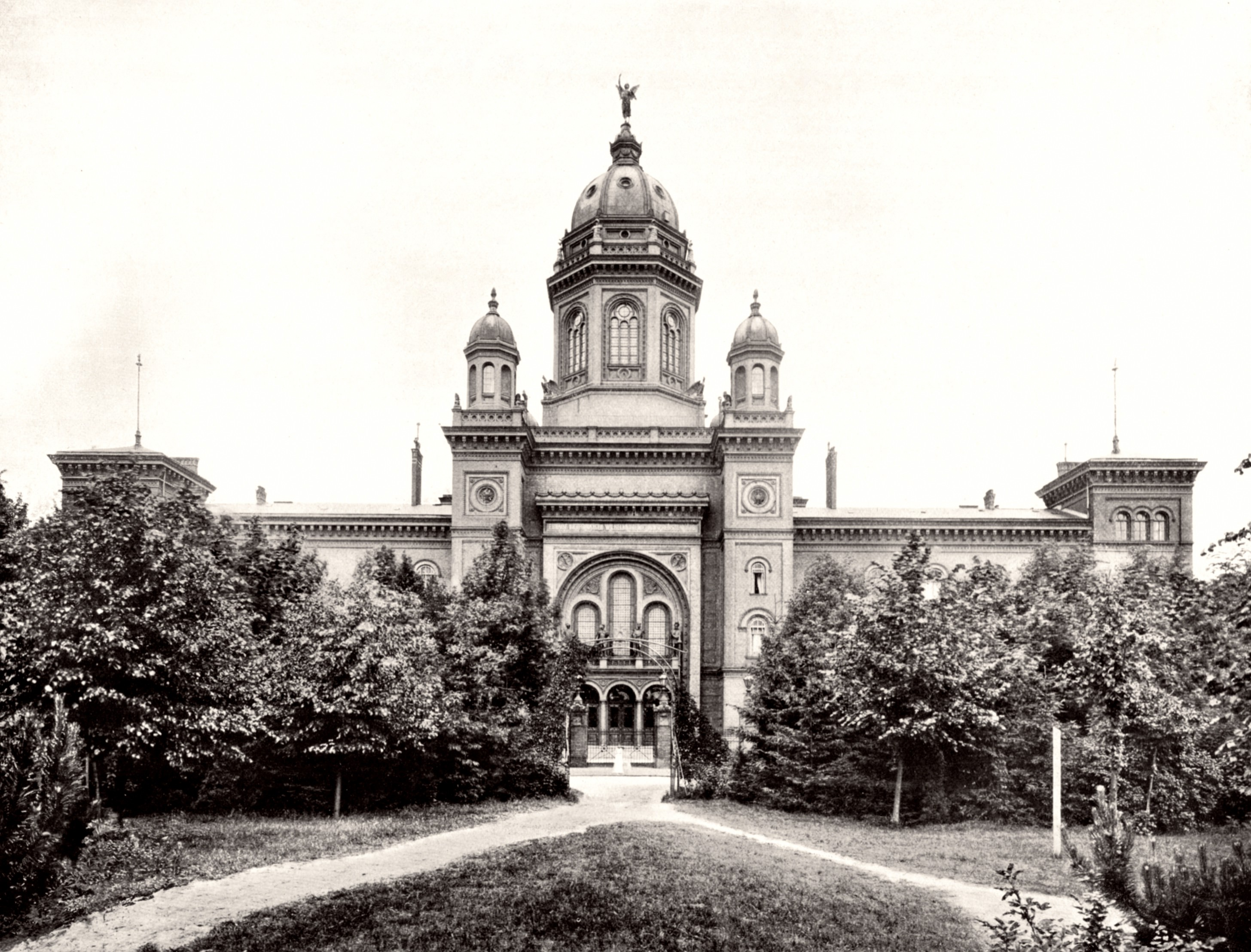
Istituto Centrale per Cadetti prussiano, intorno al 1900

Groß-Lichterfelde ospitava, tra l'altro, l'Istituto Centrale per i Cadetti Prussiani, la Caserma dei Fucilieri della Guardia Prussiana, l'Ufficio Reale Prussiano per il Collaudo dei Materiali (oggi Istituto Federale per la Ricerca e il Collaudo dei Materiali - in tedesco: Bundesanstalt für Materialforschung und -prüfung) e l'Istituto di Calcolo Anatomico (sciolto nel 1945). Dal 1897/1902 qui si trovava l'Orto Botanico Reale. Il Konversations-Lexikon di Meyer del 1885 elenca anche "una scuola pedagogica, una scuola maschile superiore, una Johanniter-Siechenhaus, molte belle ville".
L'istituzione della scuola per cadetti portò a un maggiore afflusso di giovani rampolli di famiglie aristocratiche che, accanto alla nuova borghesia ricca dell'inizio della Belle Époque verso la fine del XIX, diedero origine alla classe sociale conservatrice-tedesca tipica della zona delle ville di Lichterfeld. In questa miscela, il "nuovo progetto edilizio" delle ville di Lichterfeld si differenziava sostanzialmente sia dalle aree residenziali consolidate del centro di Berlino sia da altre ville, che rimanevano in gran parte borghesi. Diverse generazioni di futuri alti ufficiali dell'esercito tedesco, della Reichswehr e della Wehrmacht hanno ricevuto la loro formazione presso l'Istituto per cadetti di Lichterfelde. La loro influenza fu così formativa che fino alla fine della Seconda guerra mondiale il termine "Lichterfeld" fu usato come sinonimo di ufficiali d'élite dell'Istituto per cadetti prussiano. A causa dell'afflusso delle loro famiglie, Groß-Lichterfelde fu sempre più considerata il luogo di nascita per la successiva generazione d'élite ed il luogo di riposo per i più importanti ufficiali militari.
Nel 1912 Groß-Lichterfelde fu rinominato Berlin-Lichterfelde, con una popolazione di 47.213 abitanti. Nel 1920 il comune fu fuso con i comuni limitrofi di Steglitz e Lankwitz e costituirono il XII distretto amministrativo nella Grande Berlino. Il toponimo Berlin-Lichterfelde era suddiviso nelle zone residenziali di Lichterfelde, Lichterfelde-West e Lichterfelde-Ost, integrate dopo la Seconda guerra mondiale da estensioni urbane nella zona di confine meridionale con la denominazione di Lichterfelde-Süd.